# Ludwig von Eckhardt
Ludwig svobodný pán von Eckhardt (německy Christoph Ludwig Freiherr von Eckhardt) (25. srpna 1767 Praha – 7. března 1843 Vídeň) byl rakouský generál. V císařské armádě sloužil od patnácti let, uplatnil se během válek s revoluční Francií a rychle postupoval v hodnostech. Vynikl v závěru napoleonských válek v Itálii, získal prestižní Vojenský řád Marie Terezie (1814) a v roce 1820 byl povýšen na barona. Závěr své aktivní kariéry strávil jako divizní velitel v Brně a Opavě. V roce 1835 odešel do penze v hodnosti polního zbrojmistra.

## Životopis
Pocházel z pražské měšťanské rodiny, do císařské armády vstoupil jako patnáctiletý v roce 1782. Zúčastnil se válek proti republikánské Francii a v roce 1798 byl již kapitánem. V roce 1800 byl pověřen přesunem jednotek ze Štýrska na italské bojiště a téhož roku byl povýšen na majora. Pod generálem Suvorovem bojoval v roce 1800 v Itálii a v roce 1802 dosáhl hodnosti podplukovníka. Po uzavření míru sloužil u 42. pěšího pluku v Chebu. Ve válce roku 1805 byl jako pobočník přidělen maršálu Kutuzovovi a zúčastnil se bitvy u Slavkova. V roce 1805 byl povýšen na plukovníka a poté byl velitelem 32. pěšího pluku ve Zvolenu.
Ve válce v roce 1809 bojoval v oblasti Salcburska a téhož roku dosáhl hodnosti generálmajora. V roce 1812 byl pověřen velením na Vojenské hranici se sídlem v Záhřebu, v rámci přesunů spojeneckých vojsk byl v roce 1813 přeložen do rakouských zemí a poté se aktivně zapojil do závěru napoleonských válek. V několika bitvách v Itálii v roce 1814 vynikl statečnosti a taktickou rozvážností, v letech 1814–1815 byl civilním a vojenským guvernérem v Papežském státě. Během stodenního císařství se znovu vyznamenal v Itálii, proti maršálu Muratovi bojoval v bitvě u Tolentina (2.–3. května 1815). Po skončení napoleonských válek setrval ještě v severní Itálii jako velitel brigády v Miláně., krátce poté byl jako brigádní velitel přeložen do Podgórze v Haliči. V roce 1821 byl povýšen do hodnosti polního podmaršála a jako velitel divize zůstal v Haliči. V roce 1825 byl jako divizní velitel přeložen do Brna, kde pak působil pět let. Od července do prosince 1829 byl dočasným zastupujícím vrchním velitelem pro Moravu a Slezsko a nakonec byl od roku 1831 divizním velitelem v Opavě. K datu 1. dubna 1835 byl penzionován s titulární hodnosti polního zbrojmistra.

## Tituly a ocenění
Za účast na bojištích v Itálii v roce 1814 získal rytířský kříž Řádu Marie Terezie (1814). Několik ocenění obdržel také od zahraničních panovníků, byl nositelem ruského Řádu sv. Vladimíra, papežského Nejvyššího řádu Kristova a bádenského Řádu zähringenského lva. V roce 1820 byl povýšen do stavu svobodných pánů. Od roku 1822 byl čestným majitelem pěšího pluku č. 59.